# Estigmene columbiana
Estigmene columbiana là một loài bướm đêm thuộc phân họ Arctiinae, họ Erebidae.